# Humboldt (hố)

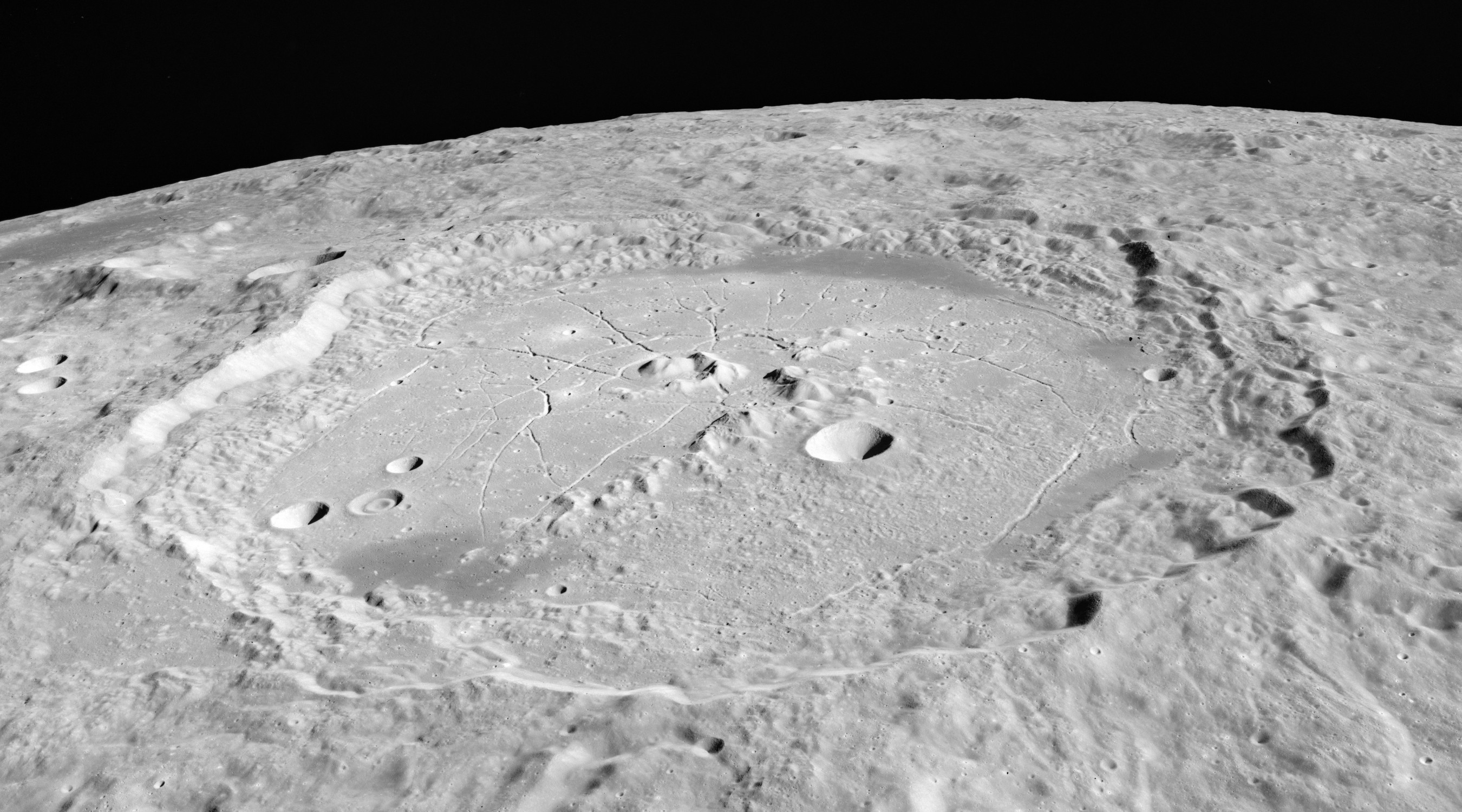
Tầm nhìn gần của hố Humboldt từ Apollo 15

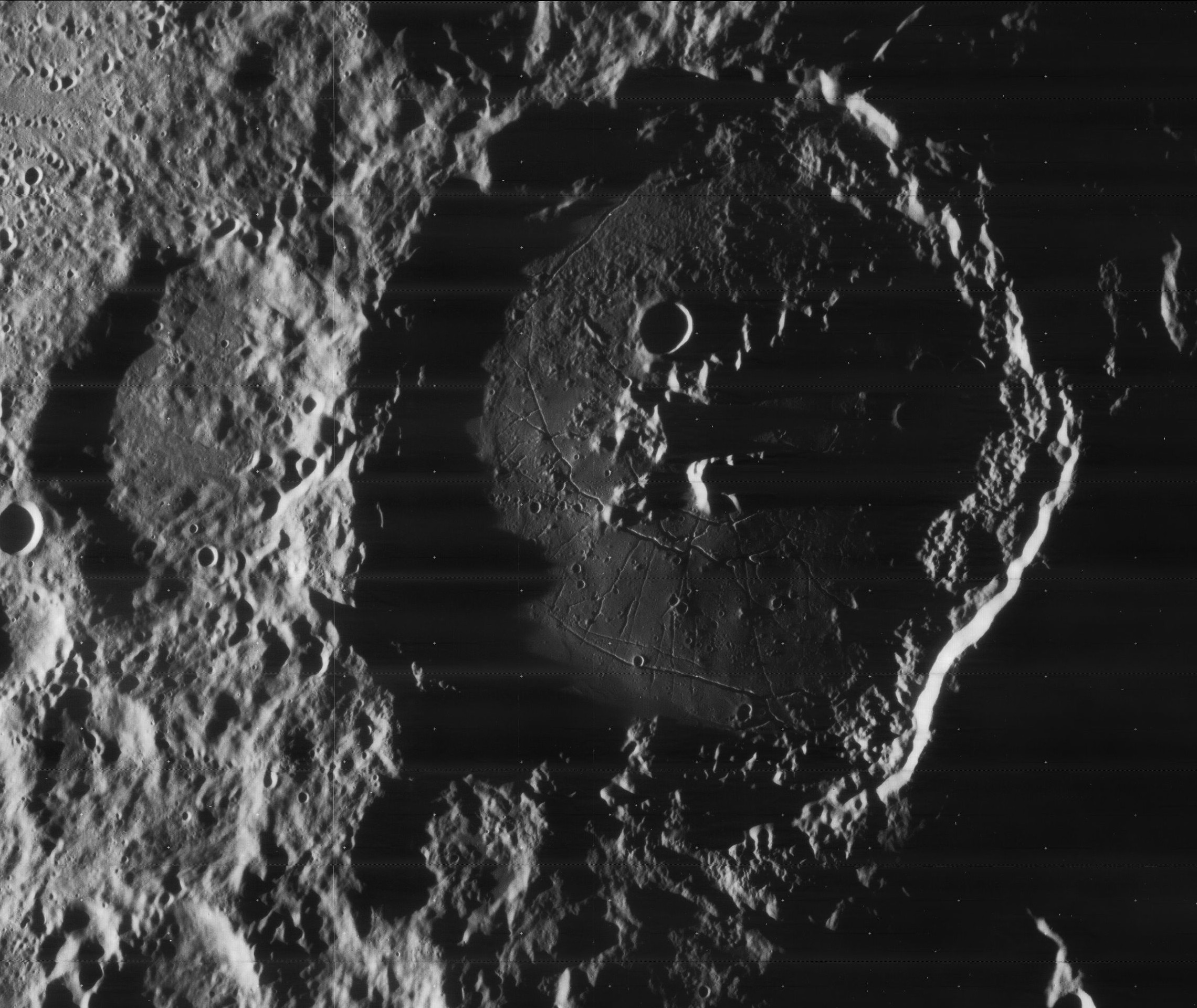
Hình từ Lunar Orbiter 4 của hố Humboldt (phải) và hố nhỏ Phillips (trái)

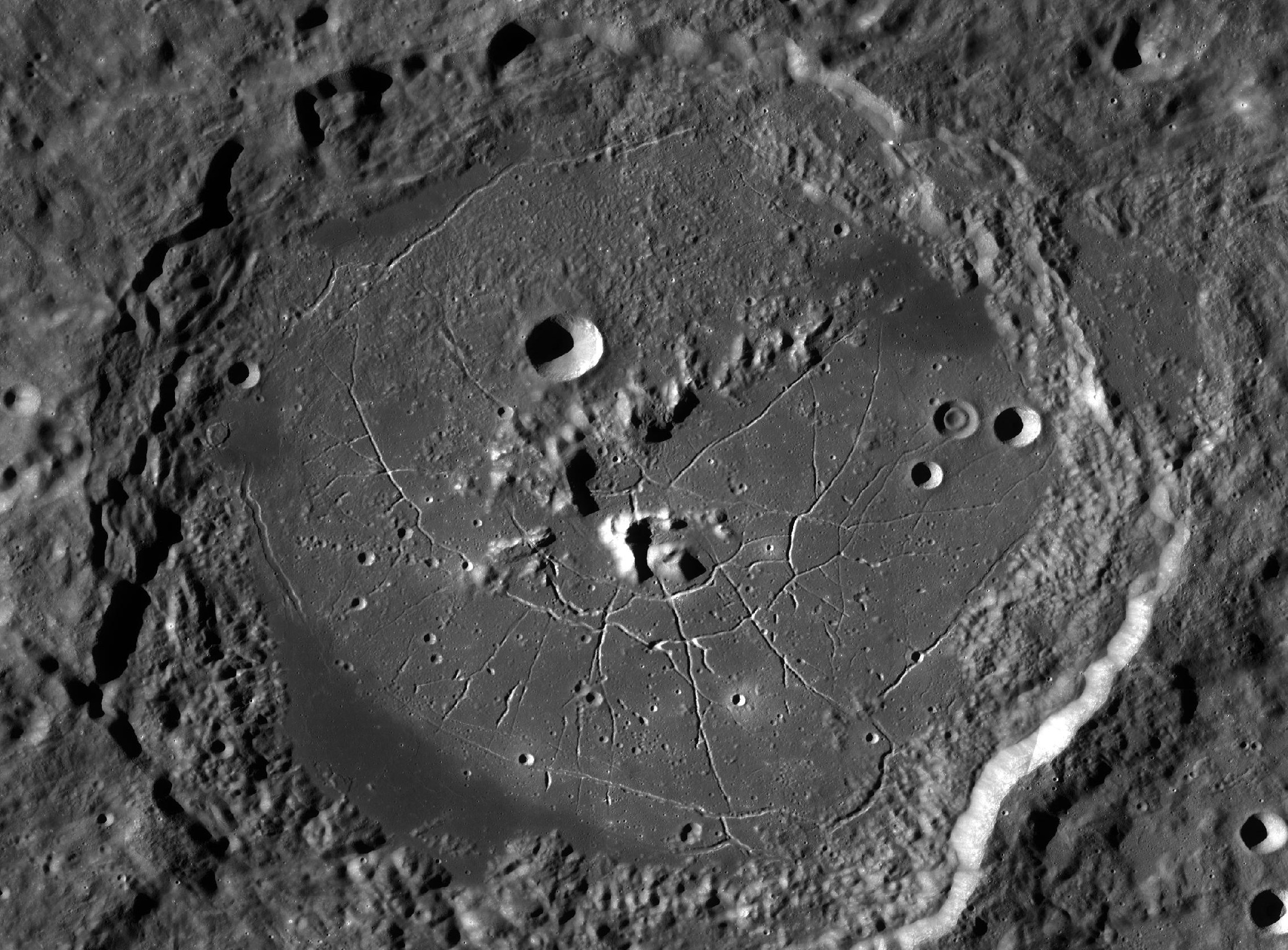
Mosaic của LRO

Humboldt là một hố Mặt Trăng lớn (hố va chạm) nằm ở vùng rìa phía đông của Mặt Trăng. Khi phóng lên, hố có một hình dạng thuôn lớn cực đại. Hình dạng của hố này là một hình tròn không tròn, với một vết lỏm to lớn ở rìa phía đông nam giao nhao với hố Barnard. Về phía bắc-tây bắc của Humboldt là hố lớn Hecataeus. Hố Phillips tiếp giáp ở vành phía tây.  Vành của hố Humboldt thấp và bị xói mòn tạo thành một lớp vành ngoài không đều.  Đỉnh giữa hình thành một số ngọn đất nhấp nhô ở thềm hố. Thềm bao gồm một mạng lưới rille tạo nên các họa tiết cấu trúc radial spoke và vòng tròn đồng tâm. Hố cũng có một vài khu vực tối nằm ở gần vành về phía đông bắc, tây bắc và đông nam. Vì vị trí của hố nằm ở gần vùng rìa của Mặt Trăng, nên trước đây thông tin về hố này rất hạn chế cho tới khi nó được chụp bởi tàu không gian (đặc biệt là Lunar Orbiter 4).

## Hố vệ tinh
Theo quy ước, những tính chất này được xác định trên bản đồ bằng cách đặt từng chữ cái là tâm của các hố vệ tinh gần với Humboldt nhất.  Humboldt N là hố vệ tinh lớn nhất nằm trong Humboldt và ở phía bắc của đỉnh giữa.  Humboldt B nằm về phía nam của Humboldt và về vành phía tây của hố Barnard.
| Humboldt | Vĩ độ   | Kinh độ | Đường kính |
| -------- | ------- | ------- | ---------- |
| B        | 30.9° N | 83.7° Đ | 21 km      |
| N        | 26.0° N | 80.5° Đ | 14 km      |

## Tầm nhìn từ Apollo 12

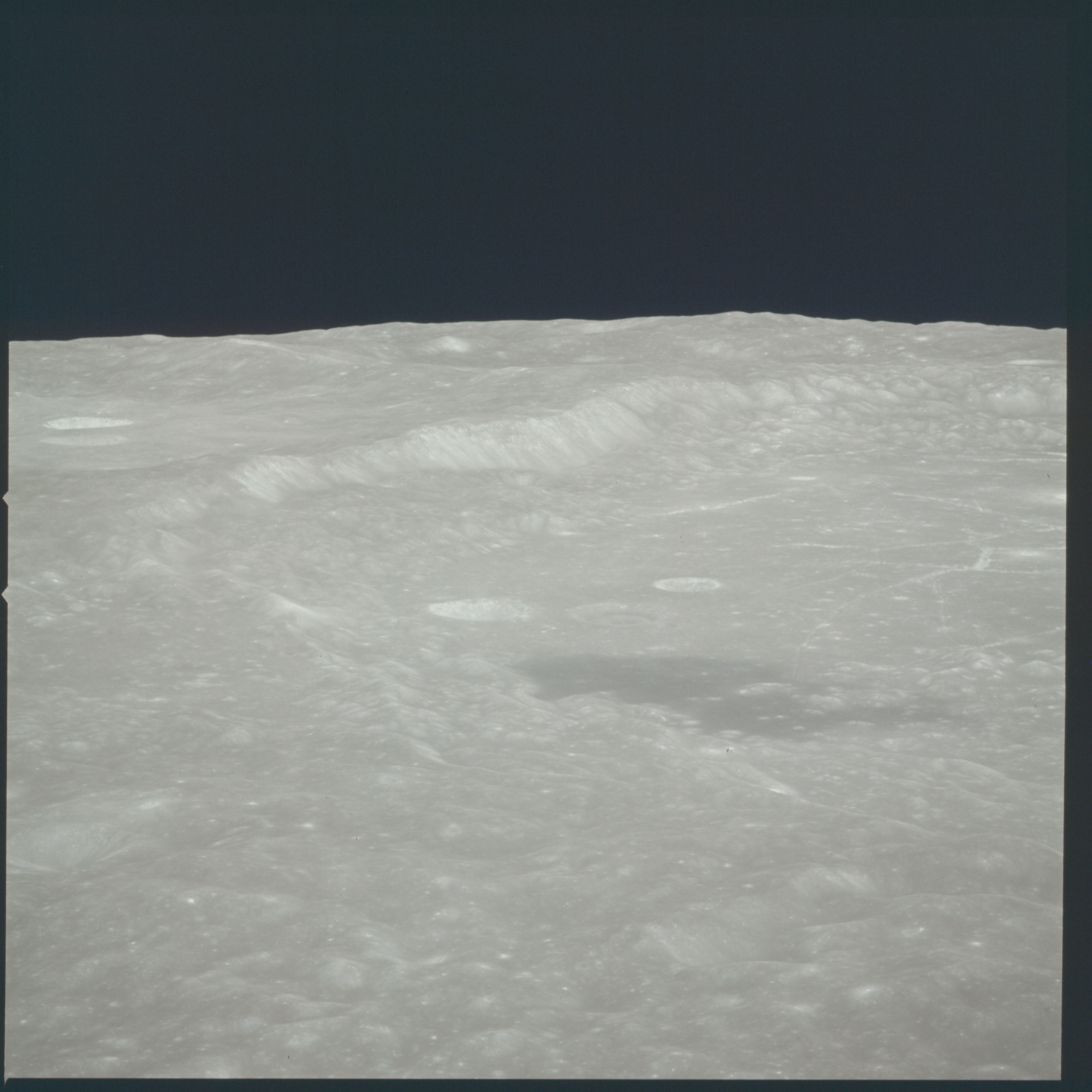
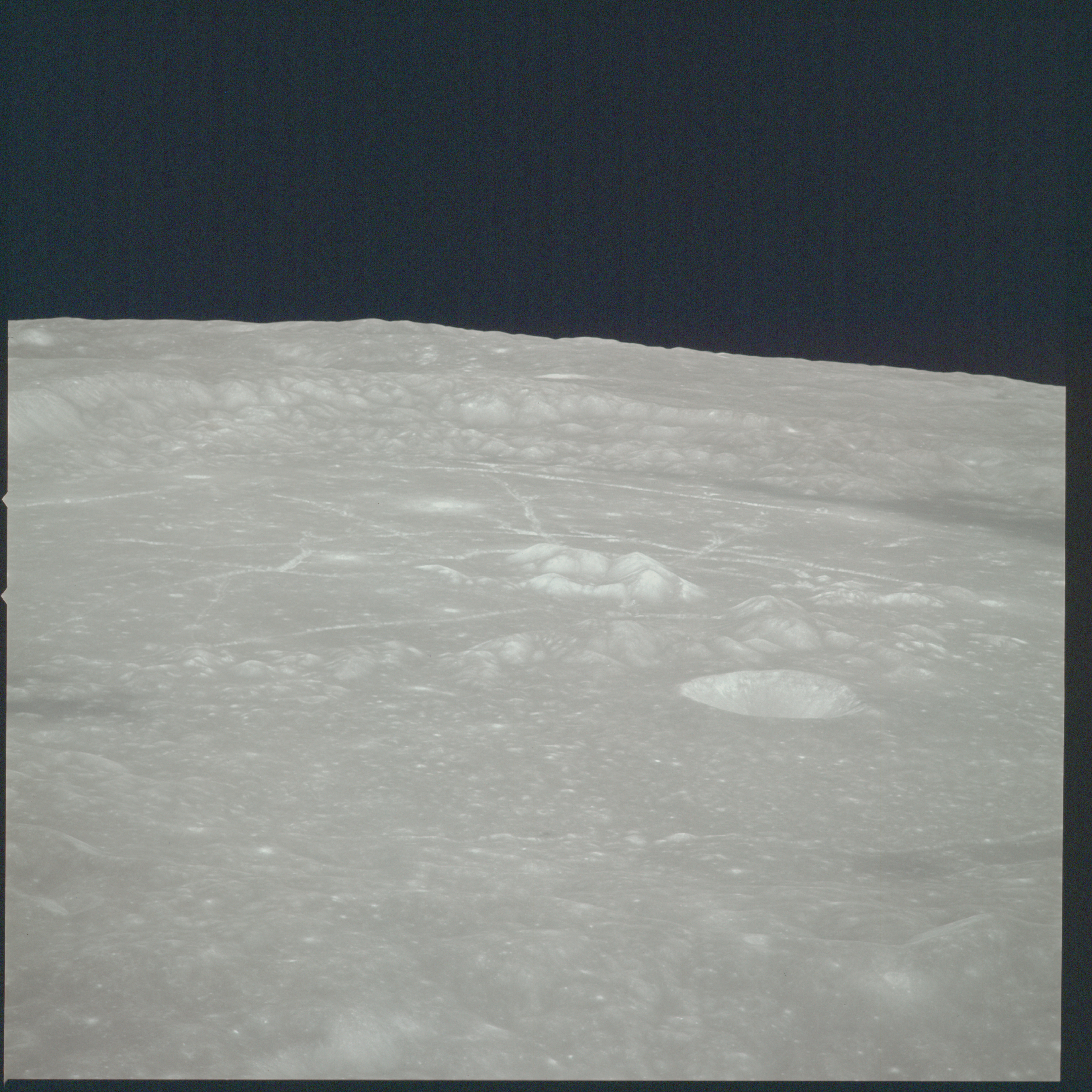
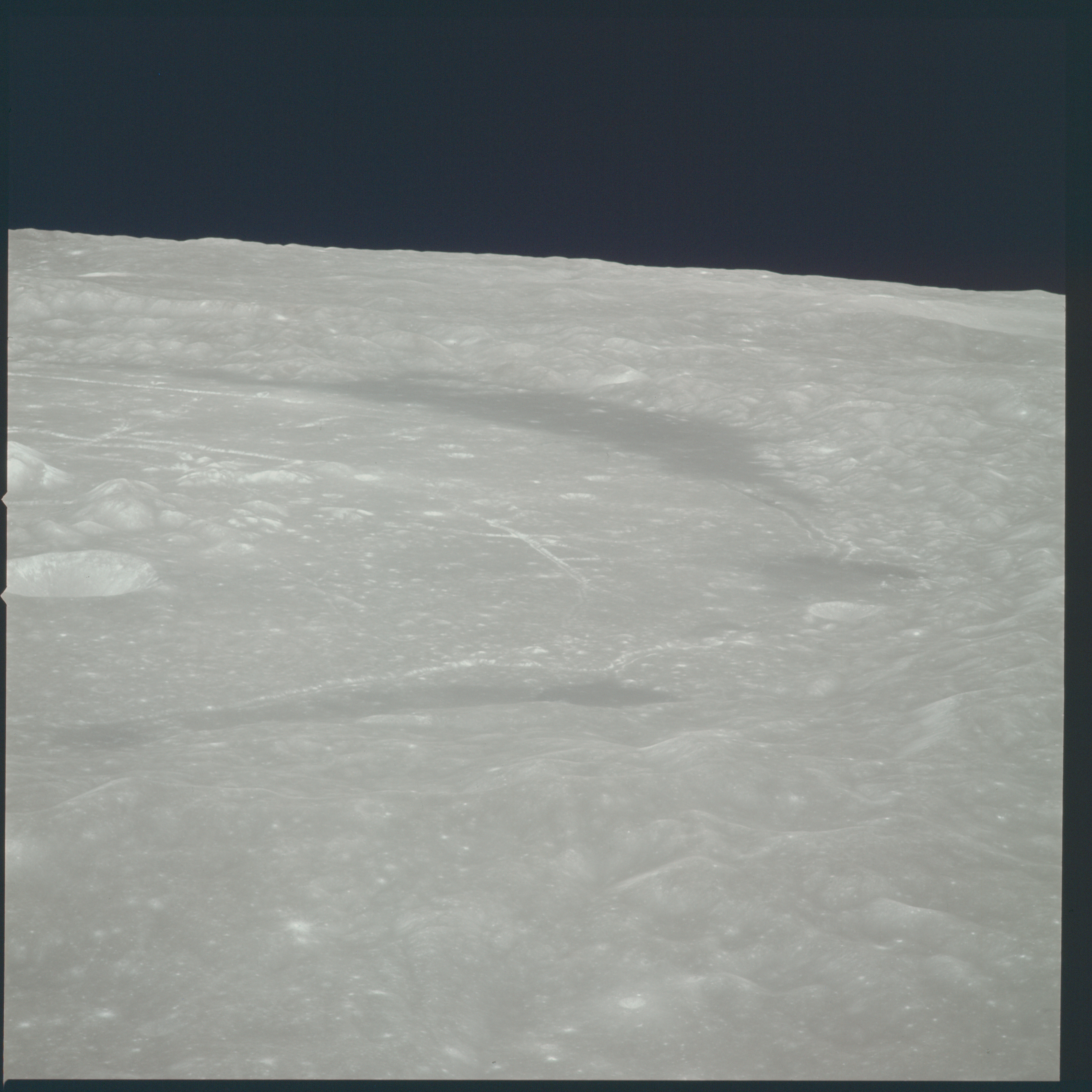